# Bahn TV
Bahn TV était une chaîne de télévision dédiée aux chemins de fer appartenant à la Deutsche Bahn (DB), l'entreprise ferroviaire publique en Allemagne. Elle a commencé à émettre en janvier 2001 et a cessé le 31 décembre 2010. De février jusqu'au 31 décembre 2010, la chaîne avait été renommée en DB Bewegtbild.

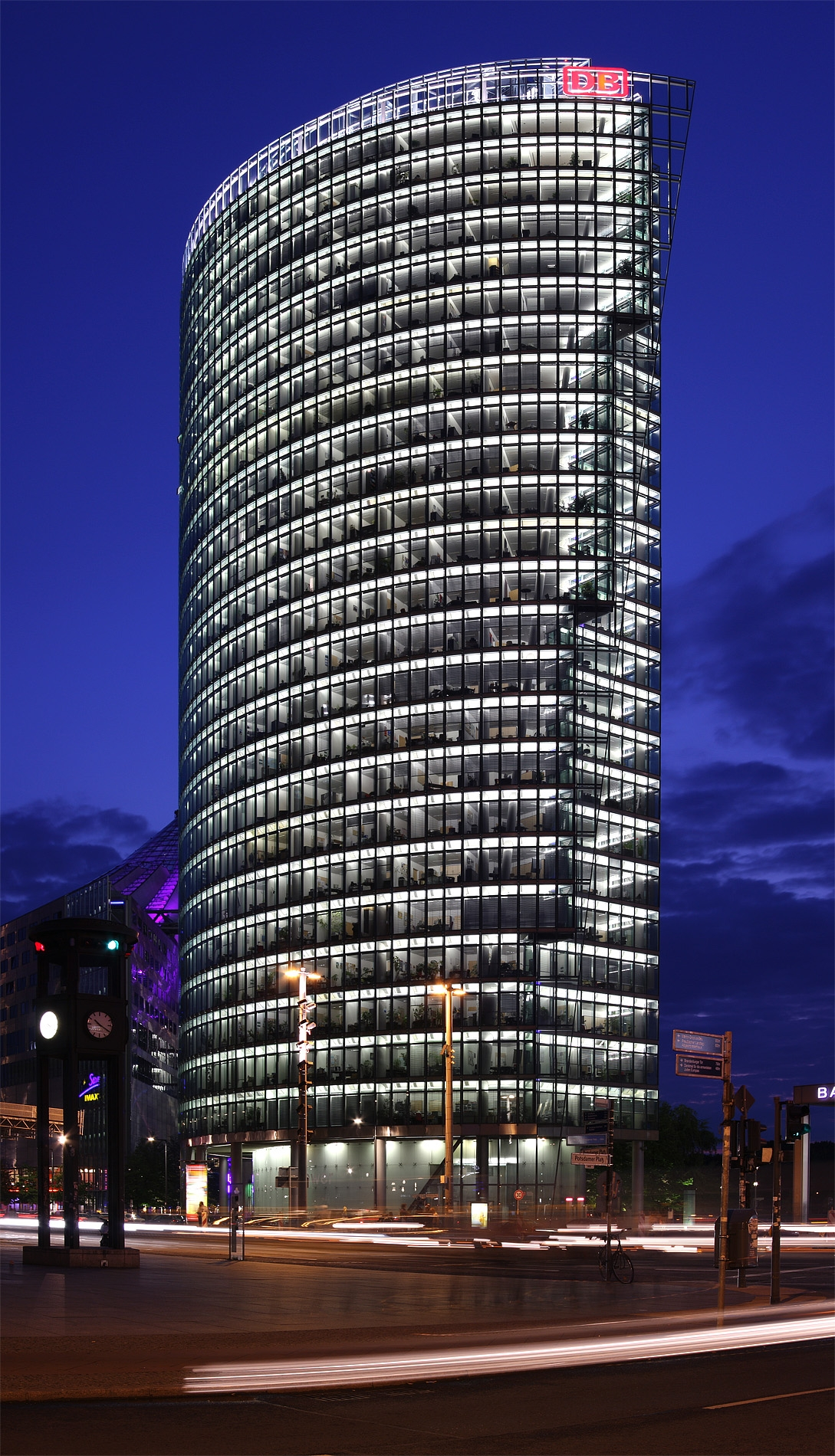
La BahnTower, siège de la DB

## Histoire
La chaine a été lancée en janvier 2001 en tant que télévision d'entreprise, uniquement disponible au sein des locaux de la Deutsche Bahn, principalement dans les salles de repos et Cafétérias. Afin que les employés puissent recevoir le contenu depuis leur domicile, la chaîne est dès lors disponible sur le satellite (Astra 19,2° Est) au début 2003.
En mai 2005, Bahn TV devient une chaîne spécialisée et promu depuis septembre 2006 comme la « télévision de la clientèle du groupe DB » et était disponible dans plusieurs bouquets numériques d'opérateur câble comme Primacom, Net Cologne, Kabel BW et Tele Columbus AG.
Bahn TV était produite par la société Akton AG à Berlin, la ligne éditorial était à la Leipziger Platz et le studio à la Potsdamer Platz. Les présentateurs étaient : Bettina Melzer, Jan Möller, Christine Mühlenhof, Roger pulse, Fabian Dittmann, Monika Jones, Anja Heyde et Manuela Carpenter. Le directeur exécutif était, depuis 2009, Volker Knauer.

## Programmes
- Bahn TV-Nachrichten
- Talk Show
- Bahn TV Reise
- fit4life
- Bahn TV In Fahrt
- Reportage
- DB mobil TV
- Lexikon der Mobilität
- Bahnen der Welt
- Zeitgeschichte
- Spielzug